# Antonius Maria Bodewig
Antonius Maria Bodewig (Keulen, 2 november 1839 – Rome, 8 januari 1915) was een Duitse katholieke priester en missionaris, bekend als de spirituele grondlegger van de Missiezusters Koningin der Apostelen (Missionary Sisters of the Queen of Apostles (SRA)). 
Geboren in Keulen, trad hij op jonge leeftijd toe tot de jezuïeten in Munster en ontwikkelde een sterke roeping voor missiewerk in India. Beïnvloed door de methoden van Robert de Nobili, pleitte Bodewig voor inculturatie: het integreren van de christelijke boodschap binnen de lokale cultuur. Zijn vooruitstrevende benadering stuitte op weerstand binnen de kerkelijke hiërarchie, wat leidde tot conflicten en uiteindelijk zijn vertrek uit de jezuïetenorde. Ondanks deze tegenslagen bleef hij zich inzetten voor zijn missie, wat resulteerde in de oprichting van de SRA in 1923, acht jaar na zijn overlijden.

## Leven van pater Bodewig

### Studies
Antonius Maria Paul Hubert Bodewig werd op 2 november 1839 geboren in Keulen, Duitsland, als zoon van Constantine en Elisabeth Bodewig. Op 17-jarige leeftijd, na het voltooien van zijn gymnasiumopleiding, trad hij op 21 augustus 1856 toe tot de jezuïetenorde in Münster en legde in 1858 zijn geloften af.
Na zijn noviciaat studeerde Bodewig van 1861 tot 1863 filosofie in het opleidingshuis van de jezuïeten in Aken. Van 1864 tot 1866 volgde hij een taalcursus aan de Universiteit van Bonn. Tussen 1869 en 1872 gaf hij les aan het Stella Matutina College in Feldkirch, Oostenrijk. Op 3 mei 1871 werd hij in Maria Laach tot priester gewijd door bisschop Matthias Eberhard van Trier. Na het afronden van zijn theologische studies in 1872 werd hij uitgezonden naar het missiegebied van de Bombay-Pune-missie in India.
Bodewig werd sterk beïnvloed door de benadering van Robert de Nobili, een Italiaanse jezuïet die in de 17e eeuw in India werkte. De Nobili pleitte voor inculturatie: het integreren van het christelijk geloof binnen de lokale Indiase cultuur zonder westerse culturele waarden op te leggen. Geïnspireerd door deze methode, besloot Bodewig in 1879 om Sanskriet, Marathi en Engels te leren, evenals Indiase filosofie en mythologie, om zo beter aansluiting te vinden bij de Indiase bevolking.
Zijn studies kwamen echter tot een einde toen bisschop Meurin hem naar Igatpuri stuurde. Bodewig ontving het advies om de kleding en levensstijl van een Indiase brahmaan aan te nemen, geïnspireerd door de methoden van Robert de Nobili, om op die manier de hoge kaste-hindoes te evangeliseren.

### De breuk met de Jezuïeten
Tussen 1876 en 1888 werd Antonius Maria Bodewig regelmatig overgeplaatst naar verschillende landen. Hij ontwikkelde een concreet plan om India te bekeren volgens de methoden van Robert de Nobili, die pleitte voor inculturatie: het integreren van het christelijk geloof binnen de lokale Indiase cultuur zonder westerse culturele waarden op te leggen. De jezuïetenorde wilde echter dat hij lesgaf op hun scholen, wat leidde tot een impasse. Uiteindelijk werd Bodewig naar Noord-Amerika gestuurd met de opdracht zijn ideeën over India los te laten. Gefrustreerd door deze situatie verliet hij de jezuïetenorde en trad toe tot het aartsbisdom Keulen als diocesaan priester
In 1888 verscheen een pauselijke encycliek die de Braziliaanse bisschoppen opriep om zich tegen slavernij in Zuid-Amerika uit te spreken. In dezelfde periode presenteerde koning Leopold II van België zich internationaal als tegenstander van slavernij. Na in 1885 persoonlijke heerschappij over de Congo-Vrijstaat te hebben verkregen, promootte hij zijn kolonie als een humanitair project gericht op de bestrijding van slavenhandel en het verspreiden van beschaving in Centraal-Afrika. In 1889 organiseerde hij een anti-slavernijconferentie in Brussel, die door critici echter werd beschouwd als een dekmantel voor zijn koloniale ambities.
Tijdens het 37e Duitse Katholieke Congres werden resoluties aangenomen waarin de Duitse regering werd aangespoord om slavernij in haar Afrikaanse koloniën af te schaffen. Aartsbisschop Philipp Krementz van Keulen reageerde hier enthousiast op en zocht missionarissen om naar Afrika te sturen om de slavenhandel te bestrijden. Zijn keuze viel op de groep van pater Bodewig, maar toen hij hen vroeg hun focus te verleggen naar Afrika, weigerde Bodewig. Krementz vond dit onlogisch, omdat Afrika als Duitse kolonie makkelijker toegankelijk was dan India, dat onder Britse heerschappij viel. Door zijn vasthoudendheid in het nastreven van een missie in India begon Bodewig echter steeds meer als eigenzinnig en los van de kerkelijke koers te worden gezien.

### Bodewigs nieuwe genootschap
Op 1 september 1892 werd pater Antonius Maria Bodewig ontheven van zijn pastorale verantwoordelijkheden en stichtte hij in Keulen een kleine gemeenschap van gemotiveerde jonge mannen. De aartsbisschop maakte hier geen bezwaar tegen. Al snel breidde de groep zich uit met jonge vrouwen die hun eigen levensonderhoud verwierven door zieken in de stad te verplegen, met het oog op toekomstig missiewerk in India. In 1893 werd in München een tweede zusterhuis opgericht dat hetzelfde doel diende. In 1894 reisde pater Bodewig naar Rome om goedkeuring van het Vaticaan voor zijn nieuwe genootschap te verkrijgen. Tijdens zijn bezoek gaf hij een openbare lezing over India en zijn missionaire ideeën. Met de bemoediging van een aanbevelingsbrief van kardinaal Ledóchowski van de Propaganda Fide, evenals de steun van andere invloedrijke geestelijken, keerde hij terug naar Keulen.
Op 30 september 1894 was pater Antonius Maria Bodewig gastspreker op het 41e Duitse Katholieke Congres in Keulen. Tijdens zijn toespraak presenteerde hij zijn "Missionary Society of the Immaculate Conception for the Conversion of Pagan India". Na zijn presentatie werd zijn voorstel unaniem aangenomen, met de resolutie: "De 41e Algemene Vergadering zal de Duitse katholieken op de hoogte brengen van de Missionaire Vereniging voor India". Ondanks deze steun ontving Bodewig geen definitieve goedkeuring van Rome. Bovendien voelde aartsbisschop Philipp Krementz van Keulen zich ondermijnd door Bodewigs onafhankelijke acties, mogelijk verergerd door de publicatie van de tweede editie van Bodewigs boek, uitgegeven zonder Krementz' goedkeuring.

### Ruzie met aartsbisschop Krementz
Bodewig zou een hoge prijs betalen voor zijn vermeende beledigingen aan het adres van Krementz. Hij werd bestempeld als ongehoorzaam en opstandig en kreeg de opdracht om zijn werkzaamheden voor de Indiase missie te staken. Dit weigerde hij echter. Kardinaal Krementz schorste Bodewig en verbood hem zijn priesterlijke taken uit te voeren totdat de situatie was opgelost.
Aartsbisschop Philipp Krementz van Keulen informeerde de Heilige Stoel over zijn acties tegen pater Antonius Maria Bodewig, wat leidde tot het sluiten van deuren voor Bodewig in Rome. Er ontstond een lastercampagne tegen hem, met beschuldigingen van frauduleuze geldwerving. Zijn bankrekening werd geblokkeerd, waardoor hij geen toegang meer had tot zijn financiële middelen. Daarnaast werden ontevreden ex-leden van zijn vereniging aangemoedigd om beschuldigingen te uiten die tegenwoordig niet meer verifieerbaar zijn.

### De ontbinding van het genootschap
Na de conflicten met aartsbisschop Krementz zag pater Antonius Maria Bodewig zich genoodzaakt Keulen te verlaten. Hij verhuisde met zijn volgelingen naar München en had het plan zich uiteindelijk in België te vestigen. In december 1895 vertrokken veertien zusters en acht broeders naar Dhaka en Lahore voor missionair werk. Bij aankomst werden ze echter geconfronteerd met het feit dat hun groep niet erkend werd; ze kregen de keuze om terug te keren of zich bij andere congregaties aan te sluiten. Aartsbisschop Krementz had via de Heilige Stoel invloed uitgeoefend, waardoor kerkelijke autoriteiten bevooroordeeld waren tegen Bodewig. De Belgische aartsbisschop van Mechelen gaf zelfs opdracht om de sacramenten te weigeren aan Bodewig en zijn groep. Zonder financiële middelen en steun binnen de kerkelijke hiërarchie bevond de groep zich in een moeilijke positie. In 1896 werd de vereniging door paus Leo XIII ontbonden. Paulus Moritz, Bodewigs rechterhand, verliet met tegenzin de groep en sloot zich aan bij de Indiase missie als franciscaan.

Na de ontbinding van hun vereniging door paus Leo XIII in 1896, verhuisde de groep van pater Antonius Maria Bodewig naar Minderhout in België. Daar leefden ze als privépersonen in gemeenschap. Ondanks het overlijden van kardinaal Krementz in 1899, bleef erkenning uit. Een bezoek aan Rome en een petitie in 1901 leverden geen resultaat op. De groep hernoemde zichzelf tot 'Filantropische Vereniging van de Witte Ster'. In 1910 bestond de gemeenschap uit 18 broeders en 85 zusters, verspreid over vijf huizen.

### Audiëntie bij de paus
Verdere pogingen om officiële erkenning te verkrijgen leverden slechts gedeeltelijk resultaat op. Met steun van graaf Sacconi en zuster Xaveria Blas, die als bemiddelaars fungeerden, begon de officiële houding jegens pater Bodewig geleidelijk te veranderen. Hoewel veel bisschoppen het initiatief in stilte steunden, aarzelden ze om openlijk hun steun te betuigen.
In december 1913 werd pater Antonius Maria Bodewig door kardinaal Mercier van Mechelen opgenomen in diens aartsbisdom, waarmee alle eerdere schorsingen tegen hem en zijn gemeenschap werden opgeheven. Bodewig hervatte vol vreugde zijn plannen voor een audiëntie bij de paus en hoopte op een nieuwe kans om zijn Missionaire Vereniging op te richten. Hoewel paus Pius X bekendstond om zijn welwillendheid, werden de plannen gedwarsboomd door het uitbreken van de Eerste Wereldoorlog en het overlijden van de paus op 20 augustus 1914. De Belgische autoriteiten confisqueerden het huis en de grond van de Duitse leden van de gemeenschap en gaven opdracht tot hun deportatie. Pater Bodewig, die inmiddels in slechte gezondheid verkeerde, trok zich terug naar het neutrale Nederland.
De groep raakte tijdelijk verspreid, maar een aantal zusters bereikte uiteindelijk Wenen, waar later het moederhuis zou worden gevestigd. Paus Benedictus XV stemde ermee in om pater Bodewig in januari 1915 te ontvangen. De reis bleek echter te zwaar voor de inmiddels verzwakte pater Bodewig, en hij overleed in Rome op de avond voor de geplande audiëntie.

### Na zijn dood
De leden van de vereniging van pater Bodewig verbleven tot het einde van de oorlog verspreid over verschillende delen van Europa. Sommigen vonden onderdak in kloosters, terwijl anderen bij particuliere gezinnen woonden. Velen van hen waren actief in de zorg en verzorgden zieke en gewonde soldaten.
In de beginjaren van de Missiezusters van de Koningin der Apostelen was de naam van hun oprichter, pater Bodewig, nauwelijks bekend, mede door zijn eerdere conflicten met kerkelijke autoriteiten. Het waren zijn toegewijde volgelingen, waaronder Paul Sonntag, kardinaal Theodor Innitzer van Wenen en Moeder Xaveria Blas, die de taak op zich namen om de orde officieel op te richten en de visie van pater Bodewig tot werkelijkheid te maken.

## Visie van pater Bodewig
De visie van pater Bodewig stond in scherp contrast met de traditionele benadering van rooms-katholieke missionarissen in zijn tijd, die meestal priesters waren en het evangelie predikten met westerse erediensten en culturele waarden als achtergrond. Onder invloed van bisschop Meurin en de Italiaanse jezuïet Robert de Nobili begreep Bodewig echter dat India een diep spiritueel erfgoed heeft en dat de religieuze en culturele uitingen er fundamenteel anders zijn dan die in het Westen.
Bodewig pleitte voor een benadering waarin missionarissen werden ondersteund door religieuze broeders en nonnen, die in direct contact konden staan met Indiase vrouwen. Dit was van bijzonder belang omdat vrouwen uit de hogere kasten vaak in afzondering leefden en gescheiden waren van mannen. Hij vond het noodzakelijk om speciale aandacht te geven aan vrouwen, die in die tijd weinig rechten hadden. Veelvoorkomende sociale problemen, zoals weduweverbranding en kindhuwelijken, benadrukten de dringende noodzaak van een meer contextgevoelige benadering.
Bodewig geloofde in wat later bekend zou worden als inculturatie: het integreren van elementen uit een religie in een andere cultuur, zodat de boodschap van het evangelie beter aansluit bij de lokale context. Voor Bodewig was de verbinding tussen het christendom en de Europese cultuur een latere aanpassing; hij benadrukte dat Christus en de vroege christenen zelf Joods waren. Hij zag inculturatie als essentieel om het evangelie effectief te kunnen delen zonder de westerse cultuur op te dringen aan de Indiase bevolking.
In 1908 deed pater Bodewig de belofte om in Benares (het huidige Varanasi) een waardige tempel te bouwen ter ere van de Maagd Maria. Deze belofte werd pas in 1992 werkelijkheid, mede dankzij de inspanningen van het aartsbisdom Keulen, dat hierbij een belangrijke rol speelde.
Hoewel de visie van pater Bodewig niet volledig werd gerealiseerd zoals hij het zelf had gewenst, wordt hij toch erkend als de spirituele stichter van twee religieuze organisaties: de Congregatie van de Missionaire Broeders van Sint Franciscus van Assisi, opgericht door zijn medewerker Paul Moritz, en de Missiezusters van de Koningin der Apostelen.

## Karakter van pater Bodewig
Antonius Bodewig kon bij mensen heel uiteenlopende reacties oproepen. Hij was buitengewoon intelligent en een geboren communicator, met een doelgerichte, gepassioneerde en energieke benadering in alles wat hij ondernam. Zijn koppigheid maakte echter dat hij vaak moeite had met autoriteit. Tegen het einde van zijn leven wist zuster Xaveria Blas, een trouwe medewerker, de relaties met het gezag te verbeteren en mogelijk ook zijn religieuze superieuren te overtuigen van zijn waarde. Bodewig trok trouwe volgelingen aan, zelfs in tijden dat hij niet in de gunst stond bij kerkelijke autoriteiten. Zijn inspirerende en charismatische persoonlijkheid wordt nog steeds herinnerd; zijn portret hangt in alle kloosters van de Zusters van de Koningin der Apostelen.
Als inspirerend spreker wist hij zijn taalvaardigheid effectief te benutten. Het is dan ook begrijpelijk dat de jezuïeten hem graag als docent op hun scholen wilden behouden.
In zijn memoires beschrijft pater Paul Sonntag hoe hij als jonge man, zoekend naar zijn roeping, een boeiende lezing over India bijwoonde. Deze ervaring inspireerde hem om missionaris te worden. Hoewel hij de spreker niet persoonlijk ontmoette, wordt aangenomen dat dit pater Antonius Maria Bodewig was, die vanwege zijn drukke lezingentournee snel vertrok. Later werd pater Sonntag redacteur van het tijdschrift Licht und Liebe, waarin hij de idealen van pater Bodewig promootte. Uiteindelijk realiseerde hij Bodewigs visie door in 1923 een missionaire orde op te richten die zich richtte op het 'zijn van Indiërs voor Indiërs'.